# Gare de Naast
La gare de Naast, est une gare ferroviaire belge, fermée et désaffectée, de la ligne 114, de Houdeng-Goegnies à Soignies. Elle est située rue Max-Fassiaux à Naast, section de la ville de Soignies, dans la province de Hainaut en région wallonne.
Mise en service en 1876 par administration des chemins de fer de l'État belge, elle est officiellement fermée au service des voyageurs en 1959 et totalement fermée en 1967.

## Situation ferroviaire
Établie à 98 mètres d'altitude, la gare de Naast est située au point kilométrique (PK) 9,9 de la ligne 114, de Houdeng-Goegnies à Soignies, entre les gares de Rœulx (s'intercale la halte de Petite-Hollande) et de Soignies (s'intercale la halte de Soignies-Carrières).

## Histoire
La gare de Naast est mise en service la 7 août 1876 par l'administration des chemins de fer de l'État, lorsqu'elle ouvre à l'exploitation les 13,6 km de sa ligne de Houdeng-Goegnies à Soignies. Elle dispose d'un bâtiment construit suivant le plan type 1873.
Le service des voyageurs est  supprimé le 30 septembre 1959. Le tronçon de Rœulx à Soignies-Carrières est fermée à tout trafic en 1967 et la voie est déposée en 1969.

## Patrimoine ferroviaire
Le bâtiment de la gare et la maison de garde-barrière ont été revendus à des particuliers et transformés en maisons, avec une série d'extensions altérant l'aspect de ces deux bâtiments. La halle et la cour aux marchandises ont disparu au profit des terrains, construits en 1982, du Naast Tennis Squash Club.
Une route, l'avenue du chemin de fer récupère le tracé de l'ancienne ligne 114 sur 1,5 km aux abords de la gare de Naast.